# Květní diagram
Květní diagram je obrázek znázorňující strukturu květu. Zobrazuje počet květních částí, jejich rozmístění a srůsty. Různé typy květních orgánů bývají zastoupeny určitými značkami. Květní diagramy mohou pomoci s určováním krytosemenných rostlin či přiblížit jejich evoluční vztahy. Poprvé se objevily na konci 19. století, za jejich průkopníka je považován A. W. Eichler.

## Historie
V průběhu 19. století se objevily dva rozdílné způsoby popisu květu: textové květní vzorce a grafické květní diagramy. Květní diagramy bývají připisovány A. W. Eichlerovi, jeho rozsáhlá monografie Blüthendiagramme (1875, 1878) dodnes zůstává cenným zdrojem informací o morfologii květu. Eichler inspiroval pozdější generace vědců, diagramy obsahovala například kniha Types of Floral Mechanism od Churche (1908). Objevily se i v různých učebnicích, např. Organogenesis of Flowers od Sattlera (1973), Botanische Bestimmungsübungen od Stützela (2006) či Plant Systematics od Simpsona (2010). Publikace Floral Diagrams (2010) Ronseho De Craena následovala Eichlerův přístup, ovšem s využitím systému APG II.

## Charakteristika a užití
Květní diagram je schematické zobrazení řezu mladým květem. Může také být definován jako „projekce květu kolmá k jeho ose“. Obvykle zobrazuje počet květních částí a souvisejících orgánů, jejich velikost, vzájemné postavení a srůsty. Různé orgány jsou zobrazené určitými symboly, ty mohou být jednotné pro určitý typ orgánu, nebo mohou do jisté míry následovat konkrétní morfologii. Diagram také může obsahovat symboly, které neznázorňují určitou strukturu, ale nesou dodatečné informace (např. poloha roviny souměrnosti).
Neexistuje shoda v tom, jak květní diagramy zakreslovat. Například záleží na autorovi, zda schéma květu načrtne jen zběžně, nebo zda do diagramu zahrne i různé mikroskopické detaily.
Diagramy mohou popsat ontogenezi květu, či mohou vyjasnit evoluční vztahy. Zobecněným květním diagramem je možné vystihnout typickou strukturu květu určitého vyššího taxonu.:s.37 Květními diagramy je také možné zobrazovat (části) květenství.
V dobře zhotoveném diagramu může být obsaženo mnoho podstatných informací. Může být užitečný pro určení rostliny či porovnávání taxonů krytosemenných rostlin. Paleontologové mohou pomocí diagramů rekonstruovat fosilní květy. Diagramy najdou využití i při výuce.xiii

Vztah rostlinného materiálu (Campanula medium) a květního diagramu. Černá přerušovaná čára znázorňuje rovinu řezu. 1 – poloha mateřského stonku; 2 – řez postranním květem; 3 – listenec; 4 – listen, v jehož úžlabí květ vyrůstá.

## Orientace diagramu
Diagramy bývají ztvárněny tak, že listen, v jehož úžlabí květ vyrůstá, je zakreslen dole. Nahoře se pak nachází kolečko odpovídající poloze mateřského stonku u postranního (laterálního) květu.:s.12 Při zobrazení terminálního květu není listen přítomen, a tak ho není možné ani zakreslit. Pokud květ předcházejí listence, zakreslují se obvykle na strany diagramu.

## Symboly užívané v diagramech
Mezi různými autory se liší jak informace obsažené v diagramech, tak jejich podoba. Jen některé publikace obsahují přehled užitých značek.

### Listeny a listence, mateřský stonek
Listeny a listence bývají zobrazované jako srpky. Ve Floral Diagrams Ronseho De Craena jsou vždy vyplněny černě a na vnější straně mají malý zobáček, aby je šlo odlišit od okvětí. V Eichlerových Blüthendiagramme se jejich podoba mezi diagramy mění.
| Ronse De Craene | Eichler    |
| --------------- | ---------- |
|                 | nejednotné |

Poloha mateřského stonku je ve Floral Diagrams vyvedena jako černé kolečko. Pokud je zobrazované květenství, je jeho vřeteno (hlavní stonek) popsáno proškrtlým kolečkem. U Eichlera symbolika opět mezi diagramy kolísá.
|                       | Ronse De Craene | Eichler    |
| --------------------- | --------------- | ---------- |
| mateřský stonek květu |                 | nejednotné |
| vřeteno květenství    |                 | nejednotné |

### Okvětí
Květní obaly bývají také zakreslené jako srpky. Každému typu může být přiřazené jiné zbarvení. V publikaci Blüthendiagramme jsou okvětní lístky obvykle bílé s černým obrysem, kališní lístky jsou vyšrafované a korunní lístky černé. V českých učebnicích výplň odpovídá Eichlerovi. Ronse De Craene naznačuje, že někdy je části okvětí nemožné přesně rozřadit do určitého typu, a tak zobrazuje zelené části černě a zbarvené části bíle s černým obrysem. Diagram může velmi přehledně vystihnout estivaci (neboli prefloraci), vzájemné překrývání lístků v poupěti, které může být důležitým diagnostickým znakem.
| Ronse De Craene                                                                                 | Eichler                                                  |
| ----------------------------------------------------------------------------------------------- | -------------------------------------------------------- |
| pro kališní lístky a zelené korunní lístky pro korunní lístky či barevné kališní/okvětní lístky | pro okvětní lístky pro kališní lístky pro korunní lístky |

### Soubor tyčinek
Tyčinky bývají znázorněny jako řez prašníky. Pokud je v květu mnoho tyčinek, může se zakreslený tvar zjednodušit na kolečko. Staminodia (patyčinky) mají v publikaci Floral Diagrams uvnitř černou tečku, případně jsou černě vyplněná. Eichler staminodia také vybarvuje černě.
|             | Ronse De Craene | Eichler |
| ----------- | --------------- | ------- |
| tyčinka     | nebo            |         |
| staminodium | nebo            |         |

### Soubor pestíků
Pestík bývá vykreslen jako řez semeníkem. Poloha semeníku je v případě Floral Diagrams popsána malými trojúhelníčky. Ronse De Craene do diagramů zahrnuje i morfologii vajíček a zobrazuje bíle polohu blizen. Eichler polohu semeníku nepopisuje. V českých učebnicích je poloha semeníku vystižena výplní gynecea: bílá výplň značí semeník svrchní, černá pak semeník spodní.
|                    | Ronse De Craene | Eichler |
| ------------------ | --------------- | ------- |
| svrchní semeník    |                 |         |
| spodní semeník     |                 |         |
| polospodní semeník |                 |         |

### Nektária
Ve Floral Diagrams jsou nektária (medníky) vyplněna šedě, podle Eichlera je vyšrafovává.

### Další
Srůsty mohou být zobrazeny plnými čarami mezi jednotlivými orgány. Ztracené orgány může vyznačovat hvězdička (✶), ztracené části okvětí nebo listeny/listence mohou být vykreslené s čárkovaným okrajem. Velká šipka může popsat orientaci roviny symetrie. Resupinace může být popsána zakulacenou šipkou. Květní části mohou být očíslované, aby se vystihlo pořadí jejich vzniku.

## Květní diagramy a květní vzorce
Každý z těchto dvou způsobů popisu květu v něčem vyniká. Květní diagramy dokážou zobrazit velikost a vzájemné postavení orgánů. Květní vzorce naopak lépe dokážou podávat obecnější informace (např. je jimi možné lépe shrnout stavbu květu určitého vyššího taxonu). Prenner a kol. vzorce diagramy vnímají jako metody, které se navzájem doplňují. Tvrdí, že při společném užití tvoří „identifikační sadu“ květu:s.248. Tyto dvě metody je výhodné užívat společně i podle Ronseho De Craena.xiii

## Příklady
| Partial inflorescence of Theobroma cacao                                                                           | Floral diagram of Pyrus communis                                                             |
| Část květenství kakaovníku pravého (Theobroma cacao) podle Ronseho De Craena. Květní vzorec: ✶ K5 C5 A(5°+5²) G(5) | Květní diagram hrušně (Pyrus communis) podle Eichlera. Květní vzorec: ✶ K(5) C5 A10+5+5 Ğ(4) |

## Vizte také
- Květní vzorec